# Craig Fitzgibbon

a Compétitions nationales et continentales officielles uniquement.

b Matchs officiels uniquement.
Craig Fitzgibbon, né le 16 juin 1977 à Wollongong, est un joueur de rugby à XIII évoluant au poste de deuxième ligne, troisième ligne ou pilier dans les années 1990, 2000 et 2010. Il a été sélectionné à dix-neuf reprises en sélection australienne entre 2002 et 2008 participant à la coupe du monde 2008 (finaliste). Il dispute le State of Origin pour les Blues de Nouvelle-Galles du Sud entre 2003 et 2008 (onze rencontres), il dispute également le City vs Country Origin en 2001, 2002, 2003, 2006, 2007 et 2008. En club, il débute aux Illawarra Steelers en 1998 avant de rejoindre les St. George Illawarra Dragons, mais c'est aux Sydney Roosters qu'il effectue la plus grande partie de sa carrière avec dix saisons (où il reçoit la médaille Clive Churchill en 2002 récompensant le meilleur joueur de la finale en NRL). En 2010, il tente une expérience à l'étranger en rejoignant la Super League et Hull FC.

## Palmarès

### EN tant que joueur
- Collectif :
  - Vainqueur de la National Rugby League : 2002 (Sydney Roosters).
  - Vainqueur du State of Origin : 2003, 2004 et 2005 (Nouvelle-Galles du Sud).
  - Vainqueur du City vs Country Origin : 2001 et 2006 (City).
- Individuel
  - Meilleur joueur du State of Origin : 2004 (Nouvelle-Galles du Sud).

- Individuel :
  - Médaille Clive Churchill : 2002 (Sydney Roosters).

### En tant qu'entraîneur

#### Détails en club
| Année | Année | Club                       | Compétition | Saison régulière | Saison régulière | Saison régulière | Saison régulière | Saison régulière | Phase finale | Phase finale | Phase finale | Phase finale | Phase finale |
| Année | Année | Club                       | Compétition | Class.           | MJ               | V.               | N.               | D.               | Perf.        | MJ           | V.           | N.           | D.           |
| 2022  | 2022  | Cronulla-Sutherland Sharks | NRL         | 2e               | 24               | 18               | 0                | 6                | 2e tour      | 2            | 0            | 0            | 2            |
| 2023  | 2023  | Cronulla-Sutherland Sharks | NRL         | 6e               | 24               | 14               | 0                | 10               | 1er tour     | 1            | 0            | 0            | 1            |
| 2024  | 2024  | Cronulla-Sutherland Sharks | NRL         | 4e               | 24               | 16               | 0                | 8                | Finale prél. | 3            | 1            | 0            | 2            |
| 2025  | 2025  | Cronulla-Sutherland Sharks | NRL         | -                | -                | -                | -                |                  | -            | -            | -            | -            | -            |